# 七色★星露
《七色★星露》（ななついろ★ドロップス）是UNiSONSHIFT:Blossom在2006年4月21日開始發售的戀愛冒險類型成人遊戲，後來由MediaWorks發售PlayStation 2版《七色★星露pure!!》、Nintendo DS版《七色★星露DS》（ななついろ★ドロップスDS タッチではじまる初恋物語）並且陸續改編成電視動畫、漫畫、小說。

## 故事
石蕗正晴是一名普通的學生。有一天下課時不小心撞上了園藝部的女孩─秋姬絲茉茉。為了賠罪，就幫忙秋姬絲茉茉與她的好友八重野撫子，忙完後他去買了一罐飲料，但是一個不注意撞上了一個抱著不明的果汁的人，同時他的飲料與不明的果汁掉到地上，就這樣他也沒看清楚就撿起來並喝下了那一罐不明的果汁，使其身體變為在日落後便變成山羊布娃娃般的體質。
為了回復原狀，如月老師說需要由湊集七個「星」而作成的藥。但是，能採集星露只有Stellar Spinear而已。所以他坐著說明書（Recipe）去尋找Stellar Spinear，而Stellar Spinear就是秋姬絲茉茉，並且被秋姬絲茉茉取名為小雪。

## 登場人物
聲優標示順序為PC版遊戲／PS2版遊戲／DS版遊戲／電視動畫；「-」表示該人物無配音。

### 主要角色
石蕗正晴
声優： - / - / - / 野島裕史
本故事男主角。一日因喝了來路不明的飲料，而擁有一到日落便會變身山羊玩偶的體質，會隨著新月與滿月的變化出現整天變身或整天不變身的情形。個性內向，只跟認識的同學說話。變身的事不能洩漏出去，第9話因為將自己變身的事告訴絲茉茉差點無法恢復原樣，所幸在第10話被絲茉茉恢復原樣。喜歡絲茉茉。
小雪
声優：安玖深音／後藤麻衣／後藤麻衣／後藤麻衣
正晴變身後的樣子，樣子非常可愛。一開始完全不能動，直到如月夏芽老師倒解藥上去才能動。主要任務是藉由說明書解說或是想法子幫助絲茉茉蒐集星露。必須藉由七顆星露做成的藥水恢復原樣，前提是會喪失最初變身至恢復的記憶，但不喝的話最終會變成一只普通的玩偶。
秋姬絲茉茉
声優：佐本二厘／／／
本故事女主角。被戒指選中的少女，搭檔是小雪。故事中第一位登場的Stellar Spinear，能用戒指召喚Ladle，也能用Ladle使出不可思議的力量及變身。個性內向、愛哭。喜歡正晴。飛行的方式跟一般的Stellar Spinear不同，用Ladle唸咒語由背後的披風化成一對透明的羽翼。第10話為了使正晴恢復原狀而使得Ladle失控。擁有的Ladle外表是鑲著紅寶石的白色，非常美麗。
八重野撫子
声優：宗川梗／宗川梗／- ／清水香里
與絲茉茉一同長大的摯友，很堅強，保護著絲茉茉。在絲茉茉悲傷的時候陪伴在其身邊。脖子上有著與絲茉茉的「保守秘密」的不可思議印記。
結城諾娜
声優：永杜紗枝／永杜紗枝／松岡由貴／松岡由貴
於第4話轉到主角班上的轉學生。真實身分是「布莉瑪・阿斯帕菈絲」。
布莉瑪・阿斯怕菈絲
結城諾娜的真實身分，搭檔是亞瑟。是故事中第二位登場的Stellar Spinear。學園對抗戰第二所學校派出的代表，與絲茉茉爭奪星露，成績優秀，個性好強，曾經為了贏過絲茉茉使自己的Ladle失控。其實本質是個善良的女孩。飛行的方式跟一般的Stellar Spinear相同,乘坐在Ladle上面，利用Ladle的力量唸咒語飛行。擁有的Ladle外表是鑲著藍寶石的黑色。
小岩井 Flora
声優：本山美奈／黑河奈美／黑河奈美／黑河奈美）
皐 Yurishiya
声優：- / 成瀬未亜／成瀬未亜／-

### 次要角色
如月夏芽
声優：杉崎和哉／谷山紀章／谷山紀章／谷山紀章
星城學園的生物老師，也是絲茉茉所屬的園藝社的顧問老師。據說，在女學生之間暗地評比的人氣教師排行榜，他蟬聯了四年冠軍。當石蕗變成小羊布偶時，他為石蕗說明了許多回復原狀的方法，是個為收集了七個『星露』的石蕗製作出解藥的神秘人物。雖然沒有惡意，但喜歡調侃人這一點，總讓人覺得吃不消。
秋姬卡琳
声優：安玖深音／後藤麻衣／- ／伊藤美紀
秋姬絲茉茉的母親，常在國外工作，有時會寄回東西給絲茉茉，她也是如月夏芽的姊姊。從前是天才少女Stellar Spinear，可以一次蒐集六顆星露。原本可以獲得優勝的她，在蒐集星露時與秋姬正史郎相遇，為了與愛人正史郎相守而放棄了天才Stellar Spinear的名號，在正史郎的世界定居、與其結婚並誕下絲茉茉。
秋姫正史郎
声優：紫華薰／井上和彦／-／井上和彦
秋姬絲茉茉的父親，是位作家，與絲茉茉住在一起。似乎跟卡琳一樣知道絲茉茉是Stellar Spinear的事。
亞瑟松田 / 亞瑟
声優：沖野靖廣／高橋廣樹／高橋廣樹／高橋廣樹
總是暗地裡默默守護結城諾娜的貼身管家，對主人絕對忠誠。是諾娜的搭檔。興趣是照顧人，為他人貢獻一己之力。有輕微的妄想症，也常杞人憂天。個性蠢得可愛。可以變身成杜賓犬，有時尚未變身仍會露出狗耳朵與狗尾巴。
クロワ
《七色★星露 Pure!!》登場的角色，是故事中第三位Stellar Spinear。
雨森彌生（声優：愛麗絲／／ - ／）
櫻庭圭介（声優：小林康介 / 小林康介 / - / 日野聰）
麻宮夏樹（声優：野神奈奈／／無登場／無登場）
麻宮秋乃（声優：野神奈奈／／無登場／無登場）
麻宮冬亞（声優：野神奈奈／／無登場／無登場）
夏娜（声優：釘宮理惠）、悠二（声優：日野聰）、亞拉斯特爾（声優：江原正士）
PS2版中串場的人，原本是《灼眼的夏娜》中的人物。

## 用語
幕後（義大利文：Retroscena）
普通人類所居住的世界，正晴等人所在的世界。
菲格萊烈（表演）（義大利文：Figurare）
如月夏芽和所居住的世界。以天空（有如鏡面般）做為和之間的分界。結城諾娜和亞瑟松田則從這個世界搬了進來。若的人類吃了或吞了菲格萊烈的東西的話，會引起相當的副作用。
星之丘
正晴所居住的，通稱「世界上最接近星空的城鎮」。坡道很多也沒什麼特別，就是很容易見到流星。
星露
黏著流星一起流下來的液體。將星露收集後，若不立刻放入瓶中並親手封塞就會很快消失，封入瓶中後就會變成彩虹顏色的水，而收集七個星露則是讓正晴恢復原狀的藥的原料。
魔杓（英文：Ladle）
採集「星露」所必要的杓，前端被製成湯匙狀。一般來說會變成戒指的形狀來察知是否有「星露」從天空落下（察知是否有流星），然後詠唱咒語讓戒指變回原版的杓形（不過若習慣之後不用詠唱咒語也能快速變形）。每一隻由杓本身決定主人，其他人若打算使用它就會發生拒絕反應。
Stellar Spinear
通稱（Spinear）。指的是使用收集「星露」的人。在中算是一個非常精銳的高薪職業。
Stellar Waber
製造的工匠。如月夏芽的本職。
說明書（英文：Recipe）
要使用時必備的說明書。會按主人的等級新增不同的內容，最初只會記載簡單的咒語（言葉）和其他說明。以的文字寫成。而秋姬絲茉茉第一個學會的咒語（言葉），是（Puruvu Radi）。
學園對抗戰
中有兩座專門訓練的學園（Plam Cloris）和（Saint Aspalas）。兩座學園每次分別派出代表送往，以最先收集滿七個「星露」做為勝利為目的的對抗比賽。順道一提，將人從送往的資金可說是相當的高額。而派出的代表，則稱為（Prima Plam）和（Prima Aspalas）。
麻宮兄妹
本作中所登場的麻宮夏樹、麻宮秋乃和麻宮冬亞三人在同一間公司所出的冒險遊戲中也有登場。本故事中八重野撫子將麻宮冬亞稱為「耳長的妹妹」，其實語源可以想像是來自的（冬亞）。

## 製作人員
- 企劃、原案 ：
- 導演：、（Kichiemo、いとうのいぢ）
- 劇本：市川環、神野正樹（只有PS2版）
- 人物設計：
- 原畫：、
- 圖形：、
- 程式：FUJI
- 樂曲：水月陵

## 衍伸商品

### 漫畫
2006年11月號起，在「電擊G's magazine」連載著由作畫的漫畫第1至22回。後來於「電擊G's Festival! COMIC」連載第23回至最終回、番外編。六本單行本於2007年4月27日至2010年10月27日發售。

### 輕小說
（著：市川環）ISBN 978-4-7577-2834-9
七色★星露（正體中文版、尖端出版）ISBN 978-957-10-3741-7
- 由Fami通文庫（Enterbrain）在2006年6月30日發售。[6]
- Fami通文庫版發售之前，在Enterbrain發行的PC美少女遊戲雜誌「TECH GIAN」附錄並與Fami通文庫以同樣的尺寸、設計的發行（著：市川環）。
- Fami通文庫版發售後，在「TECH GIAN」的附錄中則以其他Fami通文庫的東西代替。
- 與版的内容基本是關於絲茉茉的劇本，而書中沒有故事中的前1/3和後1/3內容。
- 故事內容發生在遊戲的後半段男主角失去記憶之後的事。

（著：赤坂香夜　原作：@ピース（ユニゾンシフト）插畫：（封面）、（本文））ISBN 978-4-8402-3981-3
- 電撃文庫在2007年9月20日發售

### 原聲帶
原聲帶（CD2枚組）在2006年7月7日由UNiSONSHIFT:Blossom發售。

### 其他
（Windows版遊戲畫集・設定資料集）於2006年11月由mediaworks發售。

## 電視動畫
官方網頁於2006年11月30日發表電視動畫化的消息，於2007年7月至9月在MBSUHF系播放，共12話。

### 製作人員
- 原作：
- 導演：山本天志
- 企劃：川村明廣（GENEON ENTERTAINMENT）、臼井久人（SHOWGATE）、久木敏行（MediaWorks）、菊地浩司（AC Create）、雲出幸治
- 系列構成：島田滿
- 劇本監修：簑田健一（UNiSONSHIFT）
- 角色原案：
- 角色設計、總作畫監督：伊部由起子
- 主動畫師：小原充
- 小道具設定：安食佳
- 美術監督：小坂部直子（GREEN）
- 色彩設計：海鋒重信
- 攝影監督：山田和弘
- 編輯：内田惠（瀨山編輯室）
- 音響監督：岩浪美和
- 音樂：山川惠津子
- 音樂製作人：西村潤（GENEON ENTERTAINMENT）
- 音響製作：AC Create
- 音樂製作：POWER BOX
- 影片編輯：Qtec
- 宣傳：飯田尚史、鈴木則道、小倉尊行、佐藤輝彥、佐佐木健
- 製作人：宮下知幸、伊平崇耶、打越領一、池田慎一
- 製片人：川瀬浩平、里見哲朗
- 動畫制作：Studio Barcelona
- 製作：（GENEON ENTERTAINMENT、SHOWGATE、MediaWorks、AC Create、讀賣廣告社）

### 主題曲
片頭曲「Shining stars bless☆」（第1話～第12話）
作詞：KOTOKO、作曲、編曲：井内舞子、歌：
片尾曲1「mo・o!」（第1話～第11話）
作詞、作曲：aya、編曲：AKIHIRO、歌：LOVERIN TAMBURIN
片尾曲2（第12話）
作詞、作曲：水月陵、歌：Akira
插入曲（第2話）
作詞、作曲：aya、編曲：AKIHIRO、歌：LOVERIN TAMBURIN

### 標題[10]
1. （暫譯：命運是什麼顏色？）
2. （暫譯：紫陽花色的記憶）
3. （暫譯：金色的祈願星）
4. （暫譯：夏色的游泳池邊）
5. （暫譯：心跳色的星空）
6. （暫譯：溫柔色的晚霞）
7. （暫譯：蜂蜜色的迷惘）
8. （暫譯：幸福色的翅膀）
9. （暫譯：悲傷的顏色是砂褐色）
10. （暫譯：銀色的滿月）
11. （暫譯：淚色的決心）
12. （暫譯：初戀是七彩的）

## 網路廣播
網路廣播節目《 》於2007年4月6日MediaWorks、超!放送局網站開始發布。

## 評價
2007年10月，《電擊G's magazine》舉辦了日本前五十名最佳美少女遊戲排名的票選活動，《七色★星露》在入圍的249款遊戲中獲得10票而成為第26名。

## 外部連結
- UNiSONSHIFT（需年齡確認）（日語）
- 動畫官方網站（日語）
- MediaWorks官方網站（日語）
- 《七色★星露》在視覺小說數據庫的頁面 （英文）